# Interleukin 21

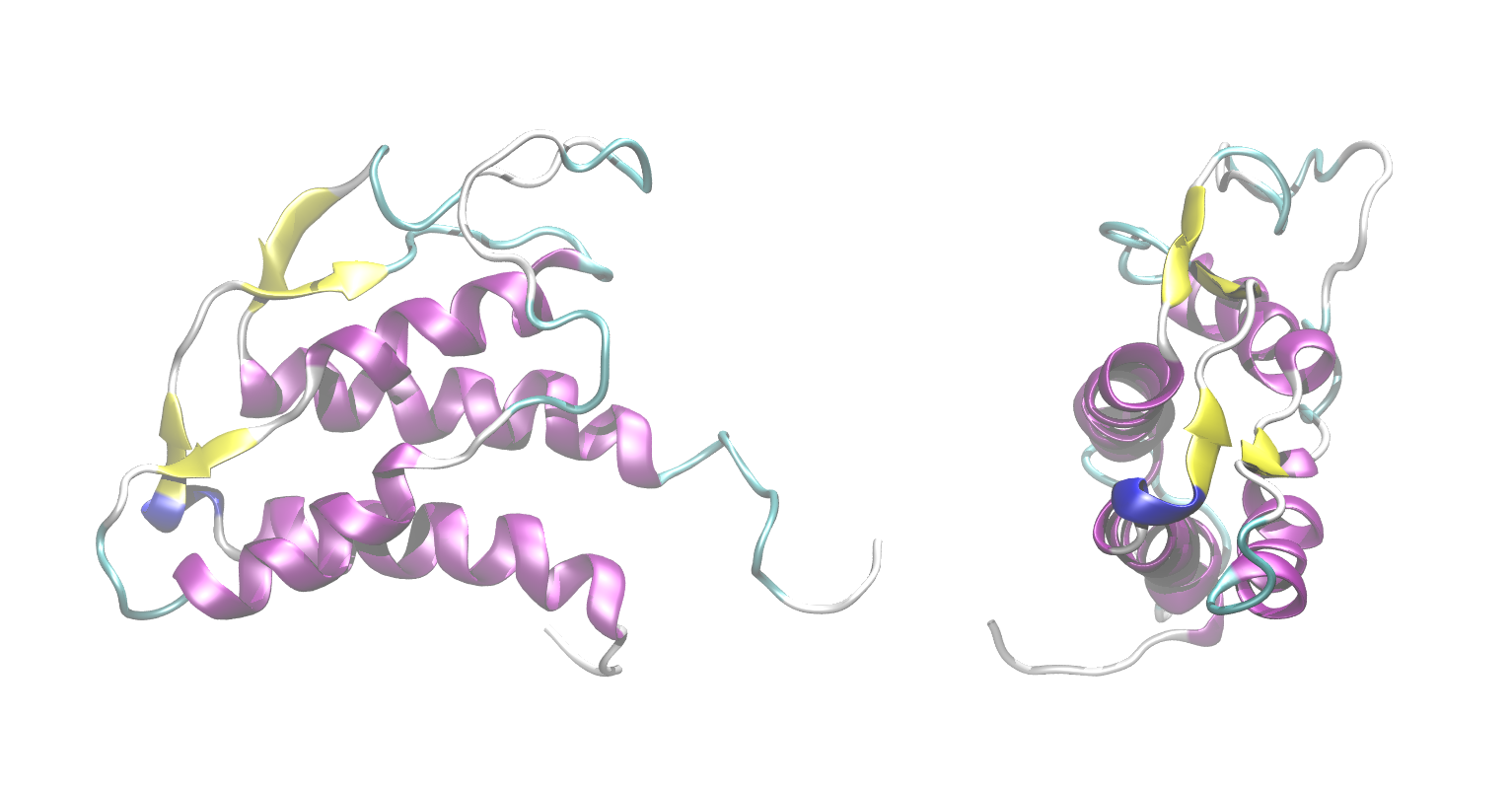
molekulová struktura

Interleukin-21 patří do cytokinové rodiny typu I. stejně jako cytokiny IL-2, IL-4, IL-7, IL-9 a IL-15. Je kódován genem IL21 lokalizovaným na 4. chromozomu u lidí a na 3. chromozomu u myší. Lidský maturovaný protein je dlouhý 131 aminokyselin a sdílí 57% homologii s myším IL-21.
IL-21 je produkován celou řadou imunitních buněk, především CD4+ T lymfocyty a to zejména populací Th17 a Thf, dále NK a NKT buňkami a za určitých podmínek, zejména během virových infekcí, též CD8+ T lymfocyty.

## Receptor
IL-21 se váže na heterodimerní receptor složený z α-řetězce a γc podjednotky, která je společná pro receptory dalších cytokinů z cytokinové rodiny typu I. Vazba IL-21 na receptor je umožněna i v nepřítomnosti γc podjednotky, nicméně je nepostradatelná pro přenos signálu do buňky a aktivaci signálních drah. U lidí je IL-21R lokalizován na 16. chromosomu, myší IL-21R sdílí 62% sekvenční homologii s lidským a je lokalizován na chromosomu 7.
IL-21R je exprimován především buňkami sleziny, thymu nebo lymfatických uzlin a některými buněčnými typy mimo imunitní systém jako jsou epiteliální buňky, fibroblasty, keratinocyty nebo endotel. Lze ho nalézt i na povrchu imunitních buněk jako T a B lymfocyty, makrofágy, NK buňky nebo dendritické buňky.

## Funkce
Vazba IL-21 na receptor vede k aktivaci řady signálních drah, především Jak/STAT dráhy, MAP kinázové dráhy nebo PI3K dráhy.
IL-21 ovlivňuje aktivitu a proliferaci u celé řady buněčných typů, avšak jeho role v imunitním systému je dost kontroverzní, jelikož výsledek jeho působení se u různých cílových buněk liší. IL-21 napomáhá B lymfocytům k tvorbě vysoce afinitních protilátek. Podílí se na diferenciaci NK buněk a napomáhá jejich cytotoxicitě a produkci perforinu a granzymů. U dendritických buněk naopak snižuje aktivitu a expresi povrchových MHC II. molekul, kostimulačních molekul a následnou produkci cytokinů, jako např. IL-6, IL-12 či TNF-α. IL-21 podporuje diferenciaci CD4+ Th17 buněk indukcí RORγt transkripčního faktoru a následně i přežívání této populace. Má však opačný vliv na vývoj T regulačních buněk (Tregs), a to buď přímo supresí jejich expanze nebo nepřímo potlačenou produkcí IL-2 prostřednictvím pomocných T lymfocytů, který je nezbytný pro jejich vývoj.

### Role v patologii
Aktivita IL-21 přispívá k rozvoji řady autoimunitních chorob a to jak z důvodu potlačení vývoje Treg buněk tak z důvodu podpory rozvoje zánětlivé populace Th17 buněk. Vliv IL-21 byl nalezen u onemocnění jako psoriáza, revmatoidní artritida, diabetes I. typu nebo roztroušená skleróza.